# Wim Groenendijk
Wim Groenendijk (14 d'agost de 1910 - 27 de novembre de 1977) va ser un jugador de futbol i entrenador neerlandès que va jugar com a davanter. Va fer una aparició amb la selecció dels Països Baixos el 1930.